# Девушка Тянь-Шаня
«Девушка Тянь-Шаня» — советский художественный фильм, снятый в 1960 году на Фрунзенской студии художественных фильмов режиссёром Алексеем Очкиным.

## Сюжет
История любви молодой Алтынай и юного Асаке. Алтынай, окончив институт, возвращается в родной высокогорный колхоз на Тянь-Шане. Влюбленные собираются пожениться. Аширбай, отец Асаке, планирует свадьбу, как только его сын возглавит колхоз. Но неожиданно председателем избирают Алтынай. Девушка вопреки древним обычаям гор, энергично берётся за дела. Много добрых дел сделала она за короткое время. Молодого председателя все стали уважать. Только Аширбай затаил злобу. И однажды, когда в пургу он перегонял отару овец, решил завести овец к пропасти. Асаке, сопровождающий отца, спасает колхозные отары овец, а сам погибает…

## В ролях
- Бакы Омуралиев — Асаке
- Джамал Сейдакматова — Алтынай, председатель колхоза
- Муратбек Рыскулов — Аширбай, отец Асаке
- Алиман Джангорозова — мать Алтынай
- Касымалы Джантошев — отец
- Джумаш Сыдыкбекова — Айша
- Асанбек Умуралиев — Муса, геолог
- Динара Асанова